# ديك كونتينو
ديك كونتينو Dick Contino (ولد باسم ريتشارد جوزف كونتينو – ولد في 17 يناير 1930 – ومات في 19 أبريل 2017) كان عازف أكورديون ومغني أمريكي.
ولد في فريسنو في كاليفورنيا. والتحق بمدرسة فريسنو الثانوية. درس عزف الأكورديون مع أنجيلو كوغناتزو في سان فرانسيسكو، ومع غيدو ديرو في لوس أنجلس.

## روابط خارجية
- ديك كونتينو على موقع IMDb (الإنجليزية)
- ديك كونتينو على موقع ميوزك برينز (الإنجليزية)
- ديك كونتينو على موقع أول موفي (الإنجليزية)
- ديك كونتينو على موقع ديسكوغز (الإنجليزية)
- ديك كونتينو على موقع قاعدة بيانات الفيلم (الإنجليزية)
- ديك كونتينو على موقع كينوبويسك (الروسية)